# Agyrtes bicolor
Agyrtes bicolor är en skalbaggsart som beskrevs av Laporte de Castelnau 1840. Agyrtes bicolor ingår i släktet Agyrtes, och familjen sumpbaggar. Enligt den svenska rödlistan är arten otillräckligt studerad i Sverige. Arten förekommer i Götaland. Artens livsmiljö är skogslandskap, jordbrukslandskap, stadsmiljö.